# 上田長則
上田 長則（うえだ ながのり）は、戦国時代から安土桃山時代にかけての武将。後北条氏の家臣。武蔵国松山城主。
出自は武蔵七党の西党の流れを汲む上田氏の庶流。
元亀4年（1573年）、長則が松山城下の問屋へ発給した朱印状が文書等で確認できる初見である。これ以前に父・上田朝直から家督を譲り受けていたと推測される。以後、父に代わって主に天正年間に松山城下の寺社や商人に対して複数の発給文書を出し、活発に活動している。
天正11年（1583年）に50歳で没し、家督は弟・憲定が継いだ。